# Fusilli
Les fusilli sont un type de  pâtes alimentaires  traditionnelles originaires d'Italie, fabriquées principalement à partir de semoule de blé dur et d'eau, avec parfois l'ajout d'œuf selon les recettes régionales.

## Description
Caractérisés par leur forme en hélice circulaire triple ou torsadée, les fusilli mesurent généralement entre 3 et 5 cm de longueur, avec une épaisseur moyenne de 7,5 mm,. Cette forme torsadée unique permet aux fusilli de capter et de retenir efficacement les sauces, ce qui en fait un choix idéal pour les plats riches en sauce, qu'elle soit à base de tomate, de crème, ou de pesto.

### Variantes
Les fusilli sont connus sous différents noms selon les régions ou les variantes spécifiques, notamment eliche, girandole, rotini, tortiglioni et spirali. Chaque nom peut parfois désigner des formes légèrement différentes, bien que toutes partagent la caractéristique commune d'être torsadées.

## Histoire et origine

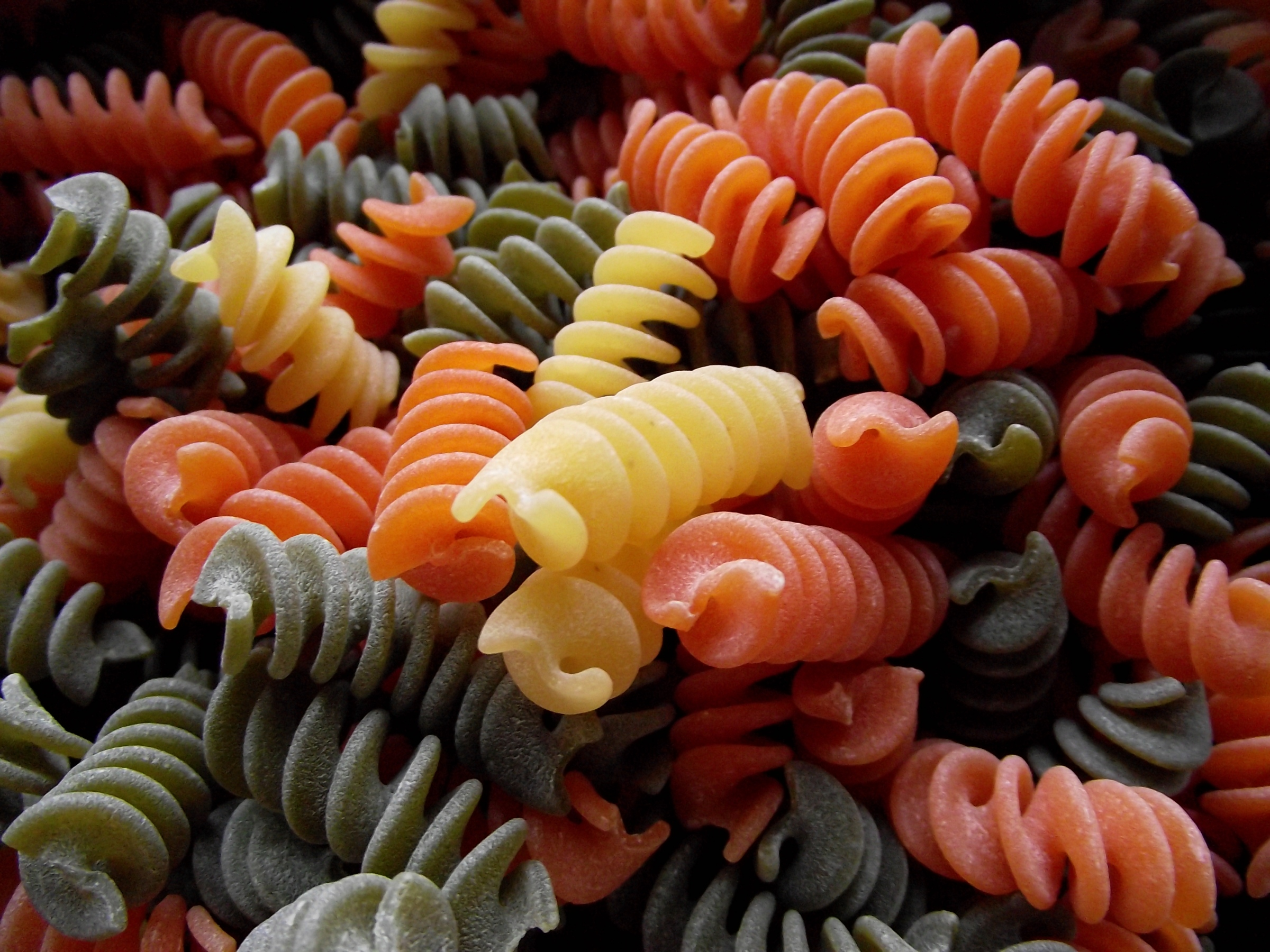
Photo de Fusilli tricolores.

L'origine des fusilli remonte à plusieurs siècles dans les régions du sud de l'Italie, où ils étaient traditionnellement façonnés à la main en enroulant de petits morceaux de pâte autour d'une aiguille à tricoter ou d'une fine tige métallique, créant ainsi leur forme spiralée caractéristique. Le mot fusilli dérive probablement du mot italien fuso, qui signifie « fuseau », en référence à l'outil utilisé pour filer la laine, et qui évoque la forme torsadée des pâtes.

## Utilisation culinaire
Les fusilli sont extrêmement polyvalents et peuvent être utilisés dans une variété de plats. En raison de leur capacité à retenir les sauces, ils sont particulièrement adaptés aux plats en sauce épaisse, comme les ragù ou les sauces à base de crème. Ils sont également couramment utilisés dans les salades de pâtes froides, où leur texture et leur forme ajoutent du volume et du croquant.

## Production et variétés modernes
Aujourd'hui, les fusilli sont produits industriellement dans de nombreuses régions du monde, mais des versions artisanales et faites à la main subsistent, notamment dans les régions italiennes où les traditions de fabrication des pâtes sont encore préservées. Des variantes à base de farine de blé complet, sans gluten, ou enrichies en légumes sont également disponibles, répondant ainsi à une demande croissante pour des options alimentaires diversifiées et plus saines.